# Cool Planet
| Recensione     | Giudizio |
| -------------- | -------- |
| Piero Scaruffi |          |
| All Music      |          |
| Pitchfork      |          |
| Metacritic     |          |

Cool Planet è il 22° album in studio del gruppo musicale statunitense Guided by Voices, pubblicato nel 2014 negli USA dalla Guided by Voices Inc. e nel Regno Unito dalla Fire Records.

## Tracce
Testi e musiche di Robert Pollard, tranne dove indicato.
1. Authoritarian Zoo – 2:22
2. Fast Crawl – 1:42
3. Psychotic Crush (Tobin Sprout) – 1:23
4. Costume Makes the Man (R. Pollard/Greg Demos) – 2:04
5. Hat of Flames – 1:32
6. These Dooms – 2:00
7. Table at Fool's Tooth – 1:21
8. All American Boy (Sprout) – 3:45
9. You Get Every Game – 2:08
10. Pan Swimmer – 1:02
11. The Bone Church (Sprout/Mitch Mitchell) – 2:15
12. Bad Love Is Easy to Do – 2:05
13. The No Doubters – 2:37
14. Narrated by Paul (Sprout) – 1:06
15. Cream of Lung – 1:14
16. Males of Wormwood Mars – 2:53
17. Ticket to Hide (Sprout) – 3:04
18. Cool Planet – 1:55

Durata totale: 36:28

## Formazione
- Greg Demos
- Kevin March
- Mitch Mitchell
- Robert Pollard
- Tobin Sprout